# Nederländernas kolonier

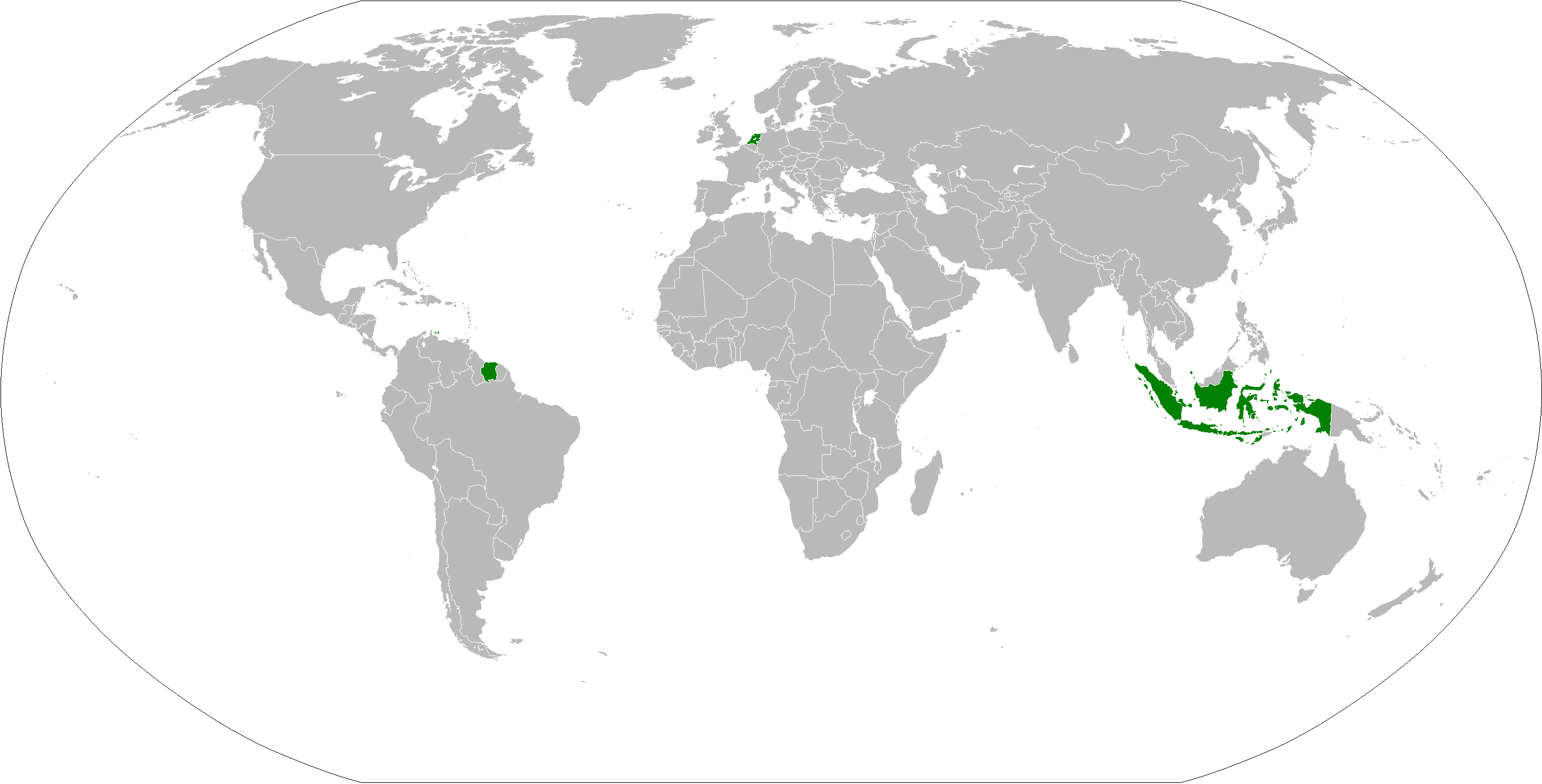
Nederländska kolonier innan andra världskriget.

Nederländernas kolonier (nederländska: Het Nederlandse Koloniale Rijk) är Nederländernas koloniala imperium. Landets koloniala historia började redan på 1600-talet, då Nederländska Ostindiska Kompaniet (VOC) började bevaka nederländska handelsintressen i Indiska oceanen.

## Olika kolonier

### Surinam
Surinam, som tidigare hette Nederländska Guyana, blev en nederländsk koloni 1667 och självständig år 1975. Genast efter självständigheten flyttade en tredjedel av Surinams befolkning till Nederländerna. Statens enda officiella språk är fortfarande nederländska.

### Indonesien
Nederländare började kolonisera Indonesien under 1600-talet, och kolonins namn var länge Nederländska Ostindien. Under Japans ockupation 1942 utropade Indonesien sin självständighetsförklaring. Efter andra världskriget lyckades Nederländerna inte få tillbaka öarna under sin kontroll, och man erkände 1949 Indonesiens självständighet.

## Idag
Nederländernas kolonialhistoria märks fortfarande i Sydafrika, där afrikaans talas både av europeiska ättlingar och människor av blandat ursprung (Coloured). Enligt forskarna har språket utvecklats som ett kontaktspråk mellan nederländsktalande invandrare från Europa och kreoliserad nederländska som talades av det lokala sanfolket.
Den moderna Konungariket Nederländerna består av Nederländerna, Aruba, Curaçao och Sint Maarten. Öarna Bonaire, Sint Eustatius och Saba fungerar som kommuner inom Nederländerna och inte som separata länder inom konungariket.